# 자본조정
자본조정(資本調整)은 당해 항목의 성격으로 보아 자본거래에 해당하나 최종 납입된 자본으로 볼 수 없거나 자본의 가감성격으로 자본금이나 자본잉여금으로 분류할 수 없는 항목이다.

## 종류
- 자본에서 차감할 항목
  - 자기주식, 주식할인발행차금, 감자차손, 자기주식처분손실

- 자본에 가산할 항목
  - 미교부주식배당금, 신주청약증거금, 출자전환채무, 주식매수청구권, 주식선택권 등